# Autostrada A105 (Niemcy)
Autostrada federalna A105 (niem. Bundesautobahn 105 (BAB 105), Autobahn 105 (A105)) – dawna niemiecka autostrada, leżąca w całości na terenie Berlina. Łączyła autostradę federalną A111 z ulicą Kurt-Schumacher-Damm w dzielnicy Reinickendorf, biegnąc w bezpośrednim sąsiedztwie portu lotniczego Berlin-Tegel.
Według miejskiego planu zagospodarowania przestrzennego z 1965 roku, arteria miała tworzyć z autostradą federalną A103 zachodnią obwodnicę śródmieścia (niem. Westtangente). Od wprowadzenia numeracji autostrad w 1975 roku aż do zjednoczenia Niemiec (1990) trasa posiadała oznaczenie A11. Zbudowano odcinek o długości zaledwie jednego kilometra, który w 2006 roku przemianowano na tzw. „odgałęzienie A111” (niem. A111ast), tym samym wykreślając numer A105.